# Скульптура святого Яна Непомука (Чортків)
Скульптура святого Яна Непомука в Чорткові — втрачена історична пам'ятка в місті Чорткові Чортківської громади Чортківського району Тернопільської области України.
Стара «фіґура» була однією з найстаріших в Україні.

## Відомості
Восени 1781 року Станіслав Садовський неподалік власного Вигнанського палацу встановив на кам'яному постаменті статую святого Яна Непомука, яку замовив у Львові та заплатив за неї чотири гульдени.
У 1950-х роках фіґуру зруйнована радянською владою. Її вночі було вивезено фірою і скинуто з моста біля вигнанського млина у річку Серет.
У період відновлення незалежності встановлений новий пам'ятник.

## Опис
Висота становила приблизно 1,4 м.